# Johannes Oldsen
Johannes Oldsen (* 13. April 1894 in Lindholm; † 30. September 1958) war ein Politiker der friesischen Minderheit und arbeitete im Südschleswigschen Wählerverband (SSW) in Schleswig-Holstein.

## Leben
Oldsen war zu Zeiten der Weimarer Republik einer der vehementesten Vertreter der nationalen Friesen. Die nationalen Friesen vertreten im Gegensatz zu den sich als Deutsche bezeichnenden Friesen im Nordfriesischen Verein die Auffassung, dass die Friesen ein eigenes Volk bzw. eine Nation seien. Oldsen engagierte sich daher schon früh in der friesischen Minderheit in Nordfriesland und war auch kommunalpolitisch aktiv. 1933 widersetzte sich Oldsen als einziger Abgeordneter im Kreistag der Gleichschaltung durch die Nationalsozialisten. Danker und Lehmann-Himmel charakterisieren ihn in ihrer Studie über das Verhalten und die Einstellungen der Schleswig-Holsteinischen Landtagsabgeordneten und Regierungsmitglieder der Nachkriegszeit in der NS-Zeit als „Nonkonformisten“ sowie „oppositionell-gemeinschaftsfremd“.
Nach dem Krieg war Johannes Oldsen einer der Gründerväter des SSW, der Partei der dänischen Minderheit und der nationalen Friesen im Landesteil Schleswig. Er war 1946/47 Landtagsabgeordneter im zweiten ernannten Landtag von Schleswig-Holstein.